# Hannenplatz 1 (Korschenbroich)

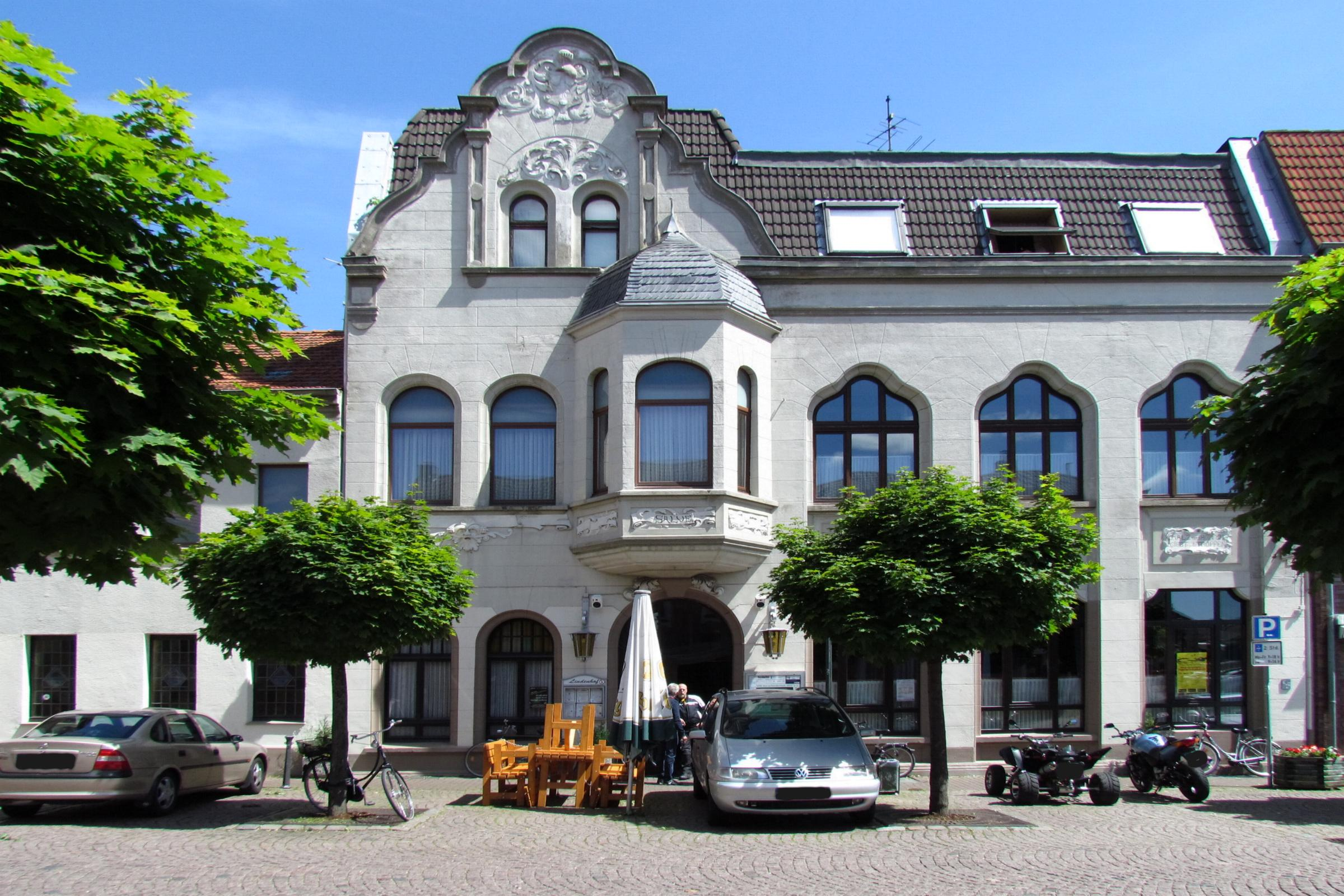
Wohn- und Geschäftshaus

Das Wohn- und Geschäftshaus Hannenplatz 1 steht in Korschenbroich  im Rhein-Kreis Neuss in Nordrhein-Westfalen. Es beherbergt die Gaststätte Lindenhof, die seit 1783 an dieser Stelle von der Familie Schmitten betrieben wird.
Das Gebäude wurde 1906 mit einer Stahlkonstruktion erbaut, nachdem das Vorgängergebäude abgerissen wurde. Nach dem Zweiten Weltkrieg war es fast vollständig durch Bomben zerstört. Es wurde wieder aufgebaut und unter Nr. 011 am 21. August 1985 in die Liste der Baudenkmäler in Korschenbroich eingetragen.

## Architektur
Es handelt sich um ein zweigeschossiges Gebäude in fünf Achsen mit einer Jugendstilfassade und einem Mansarddach mit Schweifgiebel sowie einer inschriftlichen Datierung.